# ジェニファー・ガーナー
ジェニファー・ガーナー（Jennifer Garner, 1972年4月17日 - ）は、アメリカ合衆国の女優。

## 来歴

### 生い立ち
テキサス州ヒューストンで生まれ、 ウェストヴァージニア州チャールストンで育つ。三人姉妹の真ん中で、少女時代は好きなバレエを学んだがプロになる気はなかった。高校生の頃はサクソフォーンを吹いていた。オハイオ州のデニソン大学に進学、最初は化学を専攻していたが、途中で演劇に専攻を変更する。大学卒業後はニューヨークでアルバイトをしながらチャンスを窺っていた。

### キャリア
その後ロサンゼルスに拠点を移し、ゲスト出演をした『フェリシティの青春』のプロデューサーJ・J・エイブラムスが手がける新作ドラマ『エイリアス』の主役に大抜擢。これが当たり役となり彼女をスターダムへとのし上げ、2001年度ゴールデングローブ賞の最優秀女優賞（テレビドラマ部門）を受賞した。
2003年に『デアデビル』に出演、劇中で彼女が演じたエレクトラは人気を呼び、2005年にはスピンオフの『エレクトラ』も公開された。

### 私生活
2000年に『フェリシティの青春』で共演したスコット・フォーリーと結婚するが、2004年に離婚。2003年から2004年まで『エイリアス』で共演したマイケル・ヴァルタンと交際していた。2005年6月29日に『デアデビル』で共演したベン・アフレックと結婚。同年12月1日に長女（ヴァイオレット・アン）を、2009年1月6日に次女（セラフィナ・ローズ・エリザベス）を、2012年2月27日に長男（サミュエル）を出産。
ジェニファーが撮影中のときはアフレックが全面的に子供の面倒を見て、アフレックが監督作品を制作した際はその作品のスタッフロールに協力としてジェニファーの名前がクレジットされる。セレブリティとして注目されることも多くなったが、ジャニファー曰く「育児に仕事に大忙しで、パパラッチなんか気にしていられない」。
2015年、ベン・アフレックとの離婚を発表。その後、離婚手続き保留。2018年には離婚が成立している。

## フィルモグラフィー

### 映画
| 年   | 邦題/原題 | 役名                           | 備考                         | 吹き替え                                    |
| ---- | --- | ------------------------------ | ---------------------------- | ------------------------------------------- |
| 1997 | Mr.マグー Mr. Magoo | ステイシー・サンパナホディトラ |                              | 篠原恵美                                    |
| 1999 | アフターショック/ニューヨーク大地震 Aftershock: Earthquake in New York                                                   | ダイアン・アゴスティーニ       | テレビ映画                   | 井上喜久子（フジテレビ版）                  |
| 2000 | ゾルタン★星人 Dude, Where's My Car?                                                                                      | ワンダ                         |                              | 富坂晶                                      |
| 2000 | パール・ハーバー Pearl Harbor                                                                                            | サンドラ                       |                              | 魏涼子（ソフト版） 安藤麻吹（テレビ朝日版） |
| 2002 | キャッチ・ミー・イフ・ユー・キャン Catch Me If You Can                                                                   | シェリル・アン                 |                              | 斎藤恵理                                    |
| 2003 | デアデビル Daredevil | エレクトラ・ナチオス           |                              | 岡寛恵                                      |
| 2004 | 13 ラブ 30 サーティン・ラブ・サーティ 13 Going On 30                                                                     | ジェナ                         |                              | 三石琴乃                                    |
| 2005 | エレクトラ Elektra | エレクトラ                     |                              | 岡寛恵                                      |
| 2006 | 恋は突然に。 Catch and Release                                                                                           | グレイ                         |                              | 甲斐田裕子                                  |
| 2007 | キングダム/見えざる敵 Kingdom                                                                                            | ジャネット・メイズ             |                              | 安藤麻吹                                    |
| 2007 | JUNO/ジュノ Juno | ヴァネッサ                     |                              | 安藤麻吹                                    |
| 2009 | ゴースト・オブ・ガールフレンズ・パスト Ghosts of Girlfriends Past                                                        | ジェニー                       |                              | （吹き替え版無し）                          |
| 2009 | ウソから始まる恋と仕事の成功術 The Invension of Lying                                                                    | アンナ・ドーグルス             |                              | 安藤麻吹                                    |
| 2010 | バレンタインデー Valentine's Day                                                                                         | ジュリア・フィッツパトリック   |                              | 園崎未恵                                    |
| 2011 | ミスター・アーサー Arthur                                                                                                | スーザン・ジョンソン           |                              | 安藤麻吹                                    |
| 2012 | ティモシーの小さな奇跡 The Odd Life of Timothy Green                                                                     | シンディ・グリーン             |                              | 安藤麻吹                                    |
| 2012 | カワイイ私の作り方 全米バター細工選手権! Butter                                                                          | ローラ・ピックラー             | 兼製作                       | （吹き替え版無し）                          |
| 2013 | ダラス・バイヤーズクラブ Dallas Buyers Club                                                                              | イブ・サークス                 |                              | 渡辺ゆかり                                  |
| 2014 | ステイ・コネクテッド つながりたい僕らの世界 Men, Women & Children                                                        | アンナ・スミス                 |                              | （吹き替え版無し）                          |
| 2014 | アレクサンダーの、ヒドクて、ヒサンで、サイテー、サイアクな日 Alexander and the Terrible, Horrible, No Good, Very Bad Day | ケリー・クーパー               |                              | （吹き替え版無し）                          |
| 2014 | ドラフト・デイ Draft Day                                                                                                 | アリ・パーカー                 |                              | 安藤麻吹                                    |
| 2015 | Dearダニー 君へのうた Danny Collins                                                                                      | サマンサ・リー・ドネリー       |                              | 宮澤はるな                                  |
| 2016 | 天国からの奇跡 Miracles from Heaven                                                                                      | クリスティ・ビーム             |                              | （吹き替え版無し）                          |
| 2016 | マザーズ・デイ Mother's Day                                                                                              | ダナ                           |                              | 新谷真弓                                    |
| 2016 | メン・イン・キャット Nine Lives                                                                                          | ララ・ブランド                 |                              | 安藤麻吹                                    |
| 2016 | アイ'ム ホーム 覗く男 Wakefield                                                                                          | ダイアナ・ウェイクフィールド   |                              | （吹き替え版無し）                          |
| 2018 | Love, サイモン 17歳の告白 Love, Simon                                                                                    | エミリー・スピアー             |                              | 安藤麻吹                                    |
| 2018 | ライリー・ノース -復讐の女神- Peppermint                                                                                 | ライリー・ノース               |                              | 安藤麻吹                                    |
| 2019 | みんなあつまれ! ワンダーパーク Wonder Park                                                                               | ジューンの母親                 | 声の出演                     | 本名陽子                                    |
| 2021 | YESデー 〜ダメって言っちゃダメな日〜 Yes Day                                                                             | アリソン・トレス               | Netflixオリジナル映画 兼製作 | 安藤麻吹                                    |
| 2022 | アダム&アダム The Adam Project                                                                                           |                                |                              | 魏涼子                                      |
| 2024 | デッドプール&ウルヴァリン Deadpool & Wolverine                                                                           | エレクトラ・ナチオス           |                              | 生天目仁美                                  |

### テレビ
| 年        | 邦題/原題                                    | 役名                 | 備考                                                    | 吹き替え |
| --------- | -------------------------------------------- | -------------------- | ------------------------------------------------------- | -------- |
| 1996      | LAW & ORDER Law & Order                      | ジェイミー           | 第6シーズン第23話「余波」                               |          |
| 1996      | スピン・シティ Spin City                     | ベッキー             | 1エピソード                                             |          |
| 1998-2002 | フェリシティの青春 Felicity                  | ハンナ・ビブ         | 3エピソード                                             |          |
| 2001-2006 | エイリアス Alias                             | シドニー・ブリストウ | 主演 105エピソード                                      | 安藤麻吹 |
| 2003      | サタデー・ナイト・ライブ Saturday Night Live | 本人                 | 1エピソード                                             |          |
| 2003      | ザ・シンプソンズ The Simpsons                | 本人役               | 声の出演 第15シーズン第1話「ハロウィン・スペシャルXIV」 | 安藤麻吹 |
| 2018-2019 | ラマ・ラマ Llama Llama                       | ママ・ラマ           | 声の出演 メインキャスト                                 |          |

## 主な受賞
- ゴールデングローブ賞
  - 2001年度　最優秀女優賞（テレビドラマ部門） - 『エイリアス』
- 全米映画俳優組合賞
  - 2004年度 女優賞（テレビドラマ部門） - 『エイリアス』
- MTVムービー・アワード
  - 2002年度 新人女優賞 - 『デアデビル』